# Bombardement de Casablanca
Campagne du Maroc
Le bombardement de Casablanca, appelé aussi « guerre de la Chaouia », qui eut lieu du 5 au 22 août 1907, est une attaque navale française qui détruisit la ville marocaine de Casablanca au Maroc. La France utilisa principalement des bombardements navals et incendiaires avec des cuirassés, provoquant entre 1 500 et 7 000 morts. Elle fait suite à l'insurrection de Casablanca qui a vu les tribus marocaines de la Chaouia massacrer plusieurs Européens et prendre le contrôle de la ville pour s'opposer à la colonisation française.
Le bombardement de Casablanca qui fait suite à l’insurrection de Casablanca du 30 juillet 1907 marque le début de la troisième guerre du Maroc et sonnera comme la première guerre de décolonisation au monde où le peuple marocain entre en conflit armé avec les Français et autres puissances européennes et qui causera près de 100 000 morts.

## Prémices
Après avoir pris Oujda, les troupes françaises du général Lyautey avaient une visée sur Casablanca, fief des tribus Chaouia, réputées pour produire des guerriers farouches.
Cinq années avant le Protectorat, Casablanca est occupée mais les combats continuent. Des dizaines de combats sont livrés à l’intérieur de la ville, à sa périphérie et, enfin, plus profondément, dans le pays Chaouia.
En 1907, la présence dans le port de Casablanca d’agents français contrôlant les recettes douanières, avec le lancement d’intenses chantiers manifestement coloniaux mécontentant la population, atteint son paroxysme.
Le 29 juillet, une délégation de tribus de la Chaouia se rend chez Moulay Lamine, oncle du Sultan Moulay Abdelaziz et gouverneur de la province, et le somment de faire démolir les constructions entamées.
Une autre délégation se présente chez le pacha de la ville, Si Boubker Ben Bouzid Slaoui (en), réclamant avec véhémence l'arrêt des travaux du port, la destruction du chemin de fer et la suppression des contrôleurs français de la douane. Le 30 juillet, l'effervescence augmente en ville. Le lendemain matin, un crieur public issu des Oulad Hriz invite les populations à cesser toute relation avec les Français.

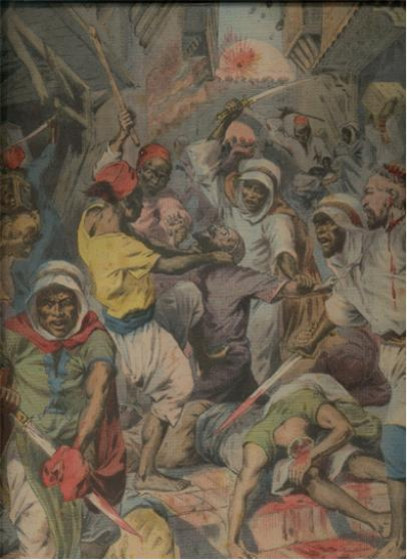
Pillage et massacre de juifs dans la Mellah (quartier juif) pendant le bombardement de la ville. Le Petit Parisien : gravure du 25 août 1907.

Hajj Hammou, caïd de la tribu des Oulad Hriz, lance des appels au djihad et les Oulad Hriz organisent une lutte contre les Espagnols, les Français et leurs partisans. C'est le début de l'insurrection. Les populations Chaouia envahissent les rues et l’après-midi même, des incidents violents débouchent sur la mort de neuf ouvriers étrangers de la compagnie concessionnaire des travaux du port. Les émeutiers arrêtent le train, qui passe à proximité d'un cimetière, grâce à un amas de pierres amoncelées sur la voie et assassinent les ouvriers étrangers de la locomotive : quatre Français, trois Italiens et deux Espagnols. Hajj Hammou, chef de la révolte, avec ces deux compairs arabes, El-Hajj Slimân Ouled El Bohr et El-Hajj Houssein (Haousin), étaient sur leurs chevaux, Hajj Hammou guidait et excitait les insurgés du haut de son cheval.  
Selon le directeur de l'école de l'Alliance Israélite Universelle, le 3 août, les soldats du Makhzen (assimilés ici aux révoltés de la Chaouia) se précipitent dans le mellah, suivis par une foule en furie, et commencent un pillage violent. Environ 5 000 à 6 000 hommes qui attendaient aux portes de la ville envahissent les lieux, se dispersant aussi bien dans le mellah que dans la médina. Ils « volent, pillent, violent et tuent », répandant la terreur durant trois jours jusqu'à l'arrivée des troupes françaises. Aucune maison, aucune famille, aucune personne n'est épargnée. Seules cinq ou six maisons, situées près des consulats, échappent à la destruction. La "kaiseria", qui abritait plus de cinq cents boutiques israélites, est réduite en ruines, contraignant les habitants à fuir la ville par la mer en utilisant des barques. 

## Déroulement

### Bombardement et prise de la ville (5 - 7 août 1907)
À la suite de l'insurrection du 30 juillet, des milliers de guerriers chaouis, proches, semble-t-il, du cheikh Ma El Aïnin, prennent la ville. Face à la défaillance de ses services de renseignement, la France, surprise, envoie dans l'urgence une flotte militaire, notamment celle basée en Algérie. Les consulats de France, de Suède et du Portugal étant assiégés, Charles de Saint-Aulaire, sur instruction de Paris, fait envoyer sur place plusieurs navires de guerre dont le croiseur Galilée qui se trouve à Tanger, rejoint aussitôt par le Condé, le croiseur cuirassé Amiral Aube et le Du Chayla en rade à Toulon et une dizaine de fusiliers. À l'annonce de cet événement, l'agitation en ville reprend de plus belle.

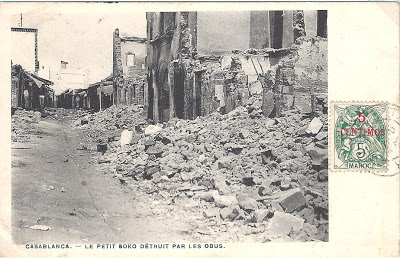
Casablanca fut presque entièrement détruite après le bombardement

Au Galilée arrivé dès le 1er août, s’ajoutent les croiseurs cuirassés Gueydon et Jeanne d’Arc, le Forbin… avec, à leurs côtés, la canonnière espagnole Álvaro de Bazán. Le 5 août au matin, soixante-six marins du Galilée débarquent après un échange nourri de feu qui fait cinq blessés du côté français.
Le bombardement de la ville commence, accompagné par le débarquement progressif des soldats qui n’épargnent ni civils, ni militaires marocains. Le Galilée et la Gloire bombardent la casbah, faisant de nombreuses victimes parmi les « rebelles » et la population. Le quartier populaire, dit Tnaker, situé près du port, paye le plus lourd tribut et reçoit des salves d’obus à la mélinite, alors que ses populations sont encore plongées dans leur sommeil. Les lieux saints ne sont pas épargnés, tels que la Grande Mosquée ou le sanctuaire de Sidi Kairouani.

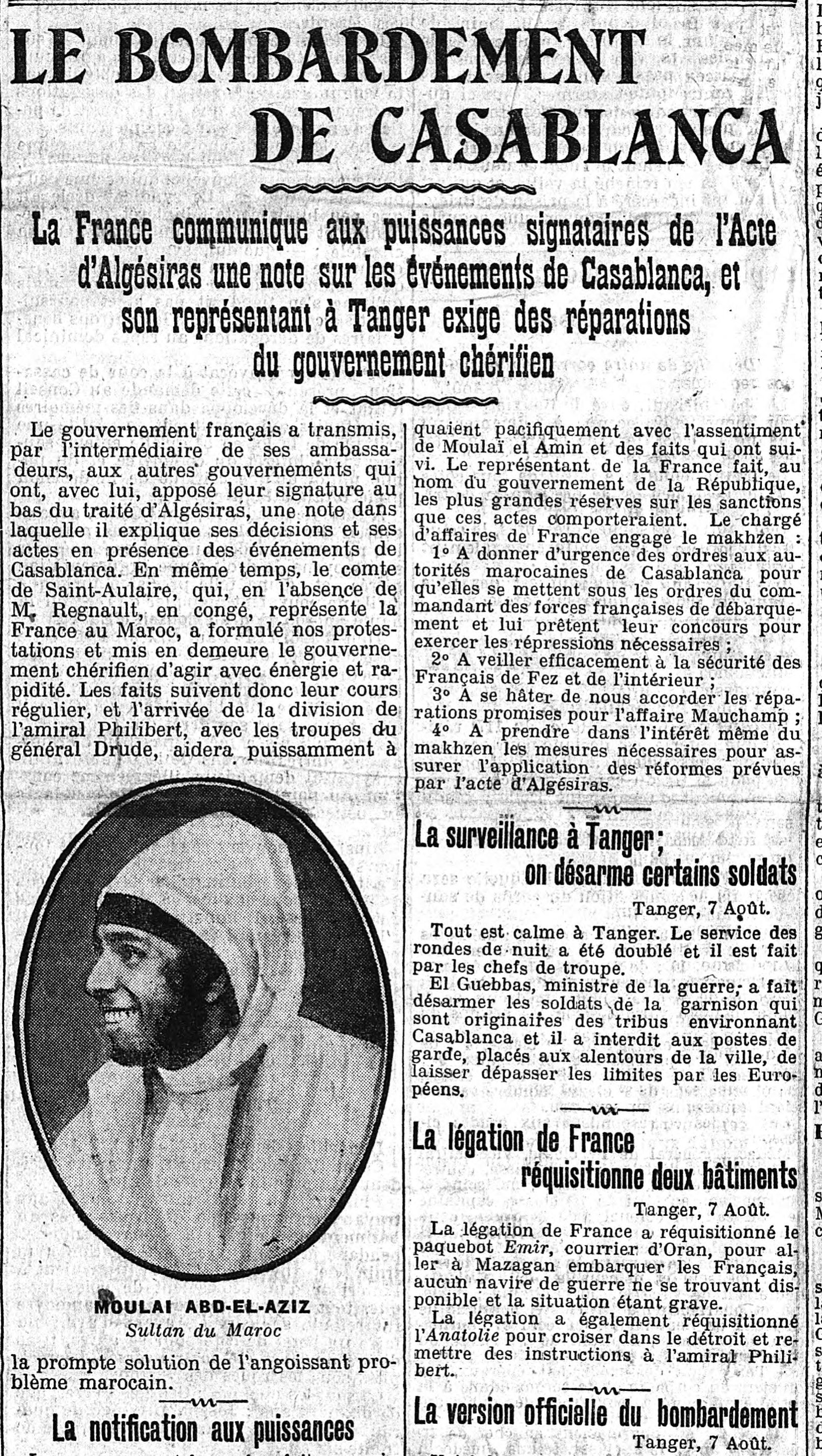
Article sur le bombardement de Casablanca, publié dans Le Petit Journal (août 1907).

Les portes d’enceinte sont particulièrement visées afin d’éviter l’entrée des combattants chaouis.
Le lendemain, le 6 août, le bombardement continue après avoir duré toute la nuit. Le Du Chayla débarqua trente-et-un soldats, le croiseur Forbin quarante-quatre. Et les Marocains, en dépit des pertes considérables subies dues aux incessants bombardements, continuent de lutter, semant l'inquiétude au sein des troupes françaises. L'escadre du contre-amiral Philibert qui amène les troupes du général Drude mouille en rade. Les chaloupes débarquent sur la plage de Sidi Belyout les premiers tirailleurs français et algériens. Les autochtones les accueillent avec des tirs nourris.
Le 7 août, les troupes débarquées du général Drude et les fusiliers-marin du contre-amiral Philibert réussissent, après des combats acharnés, à reprendre le contrôle de la ville . Selon des observateurs avisés et des sources diplomatiques, une « révolution » paraît avoir débuté au Maroc… Certains craignent que ce ne soit le début d'une longue guerre avec les Marocains.
Pendant trois jours de pluie de bombes provenant de l'escadre, puis de carnages et de pillages exercés par les légionnaires au sol, la prospère cité de 30 000 habitants avant les faits est transformée en champ de ruines où nul endroit n'est épargné, si ce n'est le quartier européen.
Le nombre des victimes oscille, selon les versions, entre 600 et 1 500 chez les auteurs français, à 2 000 et 3 000 dans les rapports allemands, tandis que des sources marocaines, appuyées par des témoignages européens, attestent qu'il ne subsistait que quelques rares habitants après le carnage et le départ des survivants terrorisés.

### Début de la Guerre de la Chaouïa
Le débarquement de l'armée française et les combats de Casablanca amèneront les tribus de la Chaouïa à continuer la guerre en faisant qu'un pour lutter pour leur indépendance. Cette guerre sera terrible et lente, basée sur une logique de guerre de position, de guérilla ainsi qu'utilisation massive de l'artillerie. Les premiers combats entre marocains et français sont sanglants, et les pertes importantes débutent très rapidement, notamment le 5 septembre, avec la perte du commandant Provost. La guerre de la Chaouïa sera le début de la Colonisation du Maroc. 

### Conséquences

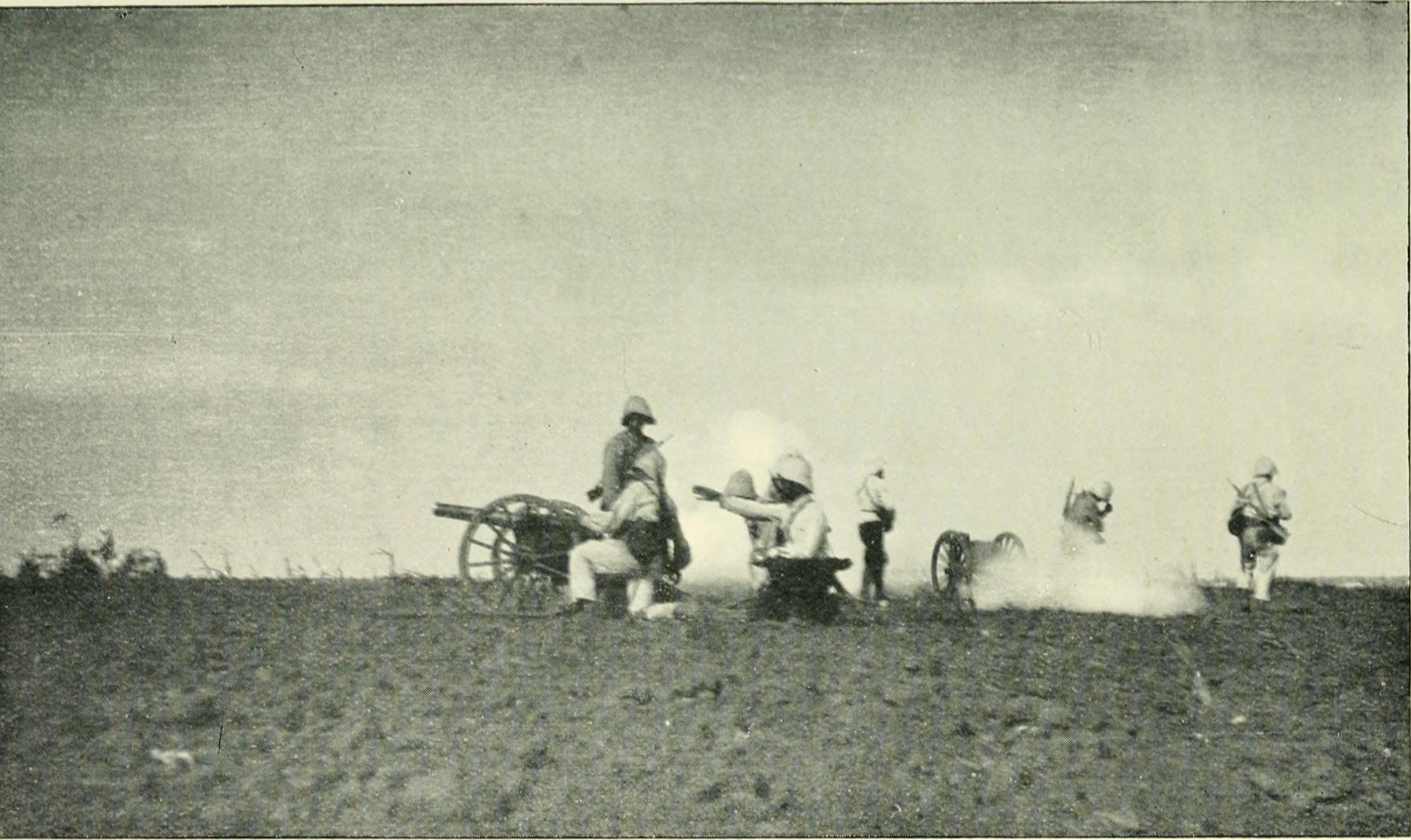
Canons français repoussant une attaque marocaine le 20/8/1907-.

Le 6 septembre, le bateau de commerce Magnus ramène de Gibraltar et de Tanger les quatre cents juifs qui s'y étaient réfugiés dès le commencement de l’insurrection.
440 ans après la destruction de la ville par la flotte portugaise, ce nouveau bombardement cause la destruction de la ville mais il marque aussi le début d’une prodigieuse métamorphose pour le petit port de Dar El Beida qui deviendra le poumon économique du royaume chérifien.

## Galerie

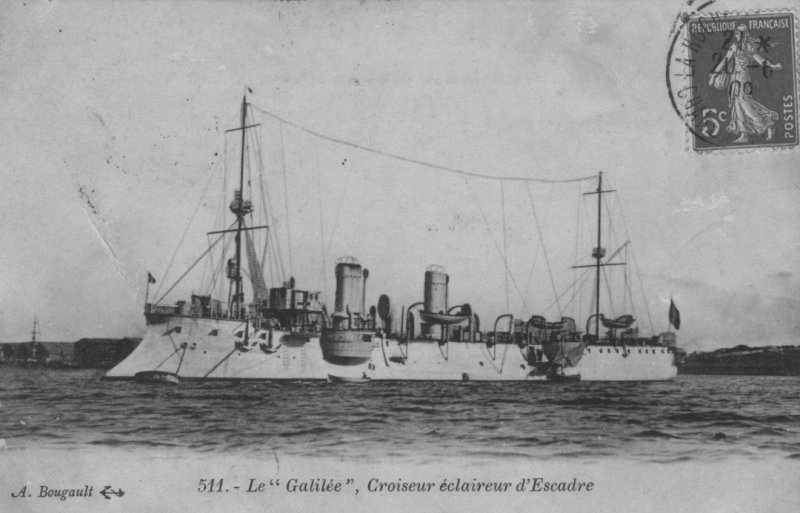
Photographie du Galilée, navire de classe Linois.
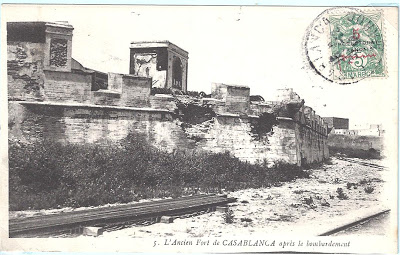
Ancien fort de Casablanca après le bombardement.
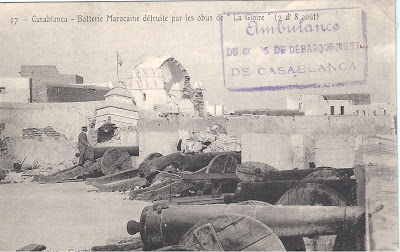
Artillerie marocaine détruite par les obus.
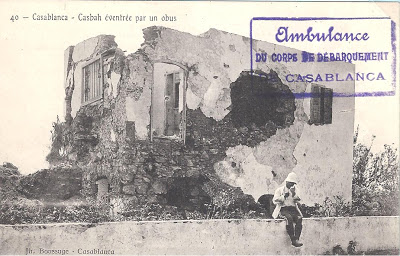
La Casbah bombardée par un obus.